# 中田剛
中田 剛（なかた ごう、1957年8月15日 - ）は、日本の俳人。千葉県生まれ。15歳(1972年)のとき、大須賀乙字門葉・吉田冬葉の夫人、吉田ひで女に俳句の手ほどきを受ける。1970年代前半から1980年代前半にかけて俳誌「獺祭」「鷺」「握手」「渦」「草苑」等に投句。1984年、宇佐美魚目、大峯あきら、岡井省二らの同人誌「晨」の創刊に参加。1988年、竹中宏の俳誌「翔臨」の創刊に参加。1990年、長谷川櫂らの同人誌「夏至」に参加。1993年、長谷川櫂の俳誌「古志」創刊に参加、投句。1999年、個人誌「箱庭」を発行。2013年5月、坂内文應、羽野里美らと俳誌「白茅」（季刊）を創刊。(2019年12月休刊）NHK文化センター、JEUGIAカルチャーセンター等の講師。

## 特徴
新人時代から、夾雑物を廃した洗練された句を自前の句としていた一人。思念や詩因を象徴する言葉を選び、形而下の景にさりげなく重ねる。（宇多喜代子『戦後生まれの俳人たち』 毎日新聞社 2012年）
中田氏には、「無私」といったことへの渇望があるのだろう。わたくしたちにあたえられた猥雑な世界をさしつらぬく、「無私」な視点を獲得しようとしているのだろう。それがおのずからにしてそうであるよりは、あたかも無限遠をのぞむかのごとき憧憬としてそうである点において、氏は近代のひとである。
（竹中宏「且翔且臨」 「翔臨」第52号（2005年2月28日発行)  )
中田の句のキャメラ的視線とは精緻さではなく、その非選別性に対してこそ言わねばならない。たとえば、＜ちぎる葉にみづうみわたる夏の雨＞における「ちぎる」という動作や、＜手にて描く巌ふたつとも滴れり＞の「手にて描く」の、「手」という身体の描出は句の中心ではなく、消し去ってもいいのではないかとさえ思えるが、フレームの内に存在するものを排除することなく再現するキャメラのように、それらは書かれている。
（荻野雅彦「俳句のパンセ・6  芒と花瓶」 「春秋」NO453（春秋社 2003年10月25日発行)  ）
一句の向こう側に作者が居て、その作者の周りに世界が広がっているというのではない世界のあり方。一句の中に無限の世界があり、そこにぽとんと落とされた作者を通してその世界が開示されるようなあり方・・・・・・。私が感じたそんな魅力を何とか説明してみたかった。言葉を同道者として、冷え冷えとした濃密な世界を歩く人・・・・・・。私にとって『珠樹』の中田剛はそういう人だ。（山西雅子「中田剛の言葉」 「翔臨」第44号（2002年6月30日発行） ）

## 著書
- 句集『竟日』（私家版 1981年）
- 句集『珠樹』 （花神社 1993年）
- 句文集『セレクション俳人14 中田剛集』（邑書林 2003年）
- 『現代俳句の新鋭』（共著 四季出版 1986年）
- 『現代俳句100人20句』（共著 邑書林 2001年）
- 『現代俳句最前線』下巻（共著 北溟社 2003年）
- 『俳句実作入門講座4 季語と切字と定型と』（共著 角川書店 1996年）
- 『鑑賞女性俳句の世界6 華やかな群像』（共著 角川学芸出版 2008年）
- 『現代俳句大事典』（分担執筆 三省堂 2008年）

## 作品収録
- 「毎日グラフ」別冊・俳句HAIKU（毎日新聞社 1989年）
- 『秀句三五〇選・風』（大串章著 蝸牛社 1989年）
- 『一度は使ってみたい季節の言葉』（長谷川櫂著 小学館 1996年）
- 『現代秀句選集』（角川書店　俳句別冊 1998年）
- 『癒しの一句』（田中裕明・森賀まり共著 ふらんす堂 2000年）
- 『現代俳句の鑑賞101』（長谷川櫂編著 新書館 2001年）
- 『二十世紀名句手帖』2、4巻（齋藤愼爾編 河出書房新社 2004年）
- 『四季のうた』（長谷川櫂著 中公新書 2005年）
- 『詳解 俳句古語辞典』（宗田安正監修 学習研究社 2005年）
- 『四季のうた』第二集（長谷川櫂著 中公新書 2006年）
- 『現代日本詩歌 ふしぎなかぜが』（イノストランカ社 ロシア語訳 2006年）
- 『俳句歳時記 第四版』春・夏・新年（角川学芸出版編  角川文庫 2007年）
- 『平成秀句選集』（角川学芸出版　俳句別冊 2007年）
- 『一億人の季語入門』（長谷川櫂著 角川学芸出版 2008年）
- 『子供の一句』（高田正子著 ふらんす堂 2010年）
- 『花の一句』（山西雅子著 ふらんす堂 2010年）
- 『今はじめる人のための俳句歳時記』新版（角川ソフィア文庫 2011年）
- 『花の歳時記』（長谷川櫂著  ちくま新書 2012年）
- 『戦後生まれの俳人たち』（宇多喜代子著　毎日新聞社 2012年）
- 『現代俳人名鑑Ⅱ』（「俳句」2017年6月号　創刊65周年記念付録）
- 『俳句歳時記 第五版』春・夏・冬・新年（KADOKAWA　角川ソフィア文庫 2018年）

## 解説・鑑賞
- 『青々秀句』（邑書林 1990年）栞「青々俳句と現代」
- 『加藤楸邨初期評論集成』第4巻（邑書林 1992年）月報「肉声について」
- 飴山實句集『辛酉小雪』（邑書林句集文庫 1998年）解説「雫」
- 山西雅子句集『沙鷗』（ふらんす堂 2009年）栞「とりとめもなく」
- 服部由貴句集『月夜のこゑ』（書肆山田 2010年）栞「偶感」
- 上田信冶句集『リボン』（邑書林 2017年）栞「絵にもかけない」
- 南うみを句集『凡海』（ふらんす堂 2020年）栞「見えない火」

## 評論・エッセイ
- 「竹中宏の世界」（「俳壇」(本阿弥書店) 1991年9月号）
- 「蘇生するもの」（「俳句とエッセイ」(牧羊社) 1992年2月号）
- 「長谷川櫂論－鶴のゆくえ」（「俳句空間」(弘栄堂書店) 第23号 1993年6月）
- 「下村槐太論－孤独な雁」（「俳句研究」(富士見書房) 1994年5・6月号）
- 「他界との交信」（「俳句研究」(富士見書房) 1994年6月号　大峯あきらの世界）
- 「蔵の影－廣瀬直人論」（「俳句研究」(富士見書房) 1994年9月号)
- 「楽天と悲壮と－廣瀬直人と福田甲子雄」（「俳句朝日」増刊 朝日新聞社 1999年3月)
- 「昭和30年代後半～50年代の俳誌－ふたりの新人」（「俳壇」(本阿弥書店) 2000年10月号)
- 「干潟から－武藤紀子論」（「俳壇」(本阿弥書店) 2011年8月号）
- 「飴山實ノート－その抒情について」（「翔臨」第41号（2001年6月）〜 ）
- 「宇佐美魚目ラビリンス」（「円座」創刊号（2011年4月）〜 ）
- 「妄想反芻」（「白茅」創刊号（2013年5月）〜20号（2019年12月））
- 「下村槐太論執筆前後のことなど」（「俳壇」本阿弥書店  2023年6月号）